# Köhler理论
科勒理论（Köhler theory）基于平衡热力学，描述了水蒸气冷凝并形成液体云滴的过程。它结合了描述由于曲面引起的饱和蒸气压变化的开尔文方程，以及结合了描述溶液蒸气压与其浓度关系的拉乌尔定律。科勒理论是云物理学领域的重要过程。它最初由乌普萨拉大学气象学教授Hilding Köhler于1936年发表。
科勒方程:
{\displaystyle \ln \left({\frac {p_{w}(D_{p})}{p^{0}}}\right)={\frac {4M_{w}\sigma _{w}}{RT\rho _{w}D_{p}}}-{\frac {6n_{s}M_{w}}{\pi \rho _{w}D_{p}^{3}}}}
其中{\displaystyle p_{w}}是液滴水蒸气压力，{\displaystyle p^{0}}是平坦表面上相应的饱和蒸气压，{\displaystyle \sigma _{w}}是液滴表面张力，{\displaystyle \rho _{w}}是纯水的密度，{\displaystyle M_{w}}是水的分子量，{\displaystyle n_{s}}是溶质的摩尔数，{\displaystyle D_{p}}是云滴直径。

## 科勒曲线
科勒曲线是科勒方程的图像描述。它显示了云滴在液滴直径范围内与环境（大气）平衡的过饱和度。曲线的确切形状取决于溶质的量和组成成分。溶质为氯化钠的科勒曲线是不同于溶质是硝酸钠或硫酸铵的。

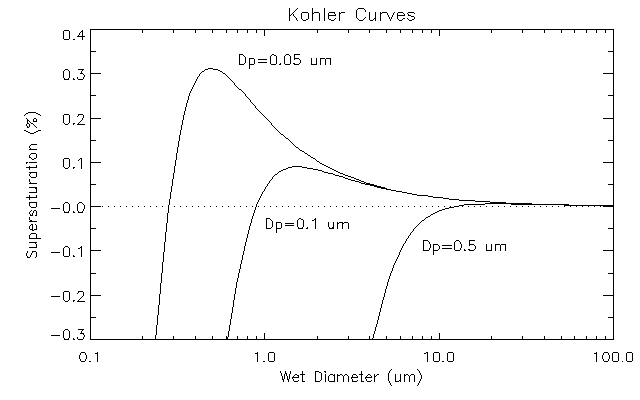
Köhler曲线显示了临界直径和过饱和度是如何取决于溶质的量的。这里假设溶质是氯化钠的完美晶体。

右图显示了氯化钠的三个科勒曲线。对于溶解直径等于0.05微米的溶质的液滴，选取图中的点为湿润半径为0.1微米，过饱和度为0.35％,由于相对湿度超过100％，液滴会增大直到达到热力学平衡。但随着液滴的增长，它不会遇到平衡，因此可以无限制地增长。然而，如果过饱和度仅为0.3％，则液滴将仅增长直至约0.5微米。液滴能够无限制增长的过饱和度称为临界过饱和度。曲线峰值的直径称为临界直径。